# Cadoalla
Cadoalla (llamada oficialmente San Pedro de Cadoalla) es una parroquia y una aldea española del municipio de Becerreá, en la provincia de Lugo, Galicia.

## Organización territorial
La parroquia está formada por seis entidades de población, constando cuatro de ellas en el nomenclátor del Instituto Nacional de Estadística español:
- Cadoalla
- Carballín
- Castelo (O Castelo)[5]
- Ribas
- Saa

## Demografía

### Parroquia
| Gráfica de evolución demográfica de Cadoalla (parroquia) entre 2000 y 2019 |
|                                                                            |
| Datos según el nomenclátor publicado por el INE.                           |

### Aldea
| Gráfica de evolución demográfica de Cadoalla (aldea) entre 2000 y 2019 |
|                                                                        |
| Datos según el nomenclátor publicado por el INE.                       |